# Aethalopteryx nilotica
Aethalopteryx nilotica je vrsta vešče iz družine lesovrtov, ki so jo prvič opisali leta 2011, odkrita pa je bila v Sudanu.